# Woodwardia radicans
Woodwardia radicans is een varen uit de dubbellooffamilie (Blechnaceae). Het is een soort van schaduwrijke bossen uit het Middellandse Zeegebied.

## Etymologie
De botanische naam Woodwardia is een eerbetoon aan de Engelse botanicus Thomas Jenkinson Woodward (1745-1820). De soortaanduiding radicans is afgeleid van het Latijnse woord voor 'wortel', naar de broedknoppen op de bladen die eigen wortels ontwikkelen.

## Kenmerken

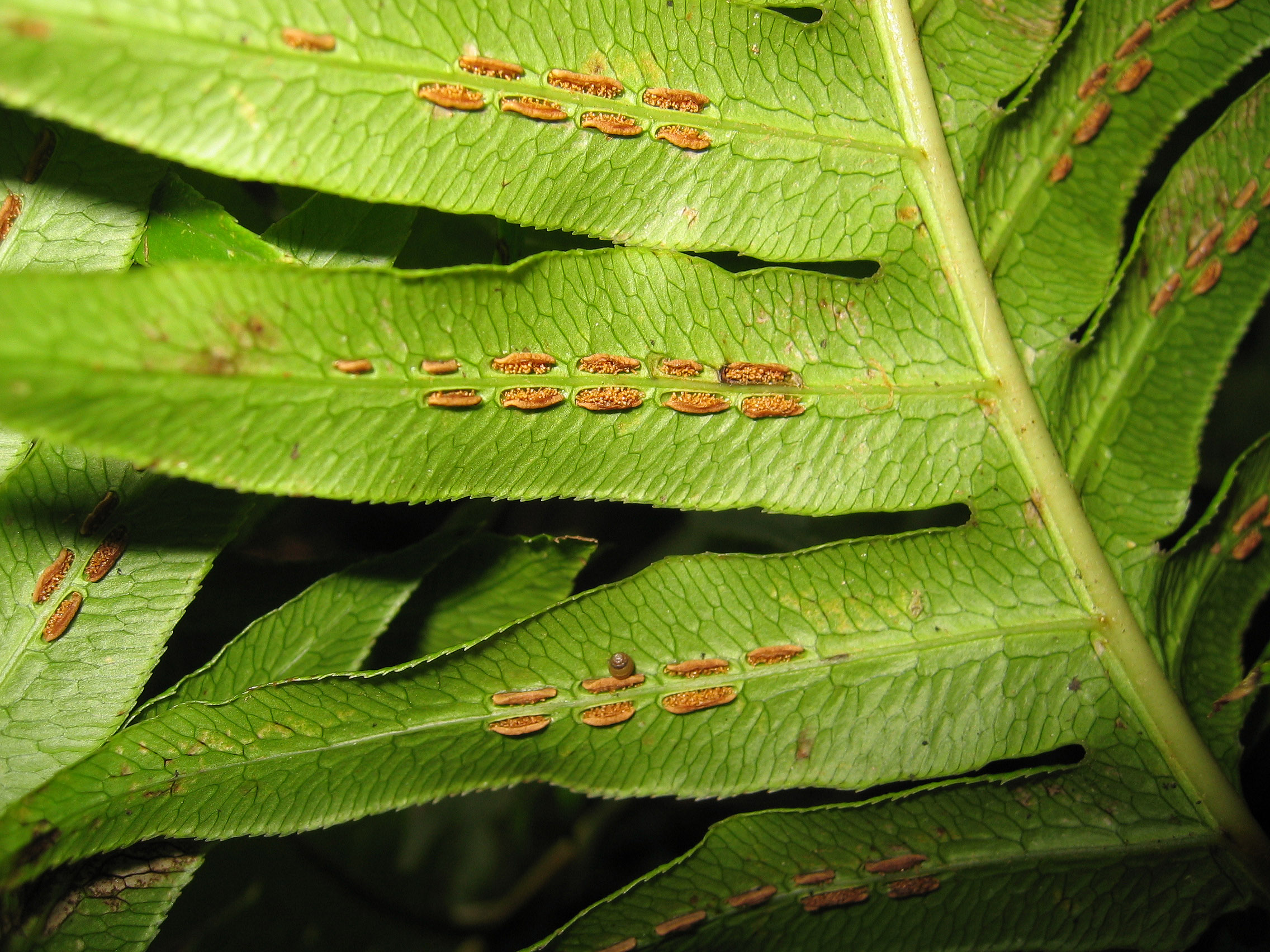
Sporenhoopjes op de onderkant van het blad

Woodwardia radicans is een tot 2,5 m hoge, terrestrische, groenblijvende varen met lange, overhangende, donkergroene, dubbel geveerde, smal driehoekige tot lancetvormige bladen. Oudere bladen dragen dikwijls broedknoppen aan de top, die in contact met de bodem wortel kunnen schieten en tot nieuwe planten uitgroeien. De blaadjes van tweede orde zijn tot 30 cm lang en hebben sikkelvormig getande bladranden.
De sporenhoopjes zijn langgerekt en liggen in twee rijen langs de middennerf aan de onderzijde van de blaadjes. De sporen zijn rijp van april tot augustus.

## Verspreiding en habitat
W. radicans komt voor in het Middellandse Zeegebied, voornamelijk in Portugal, Spanje, Algerije, Italië, Corsica, Sicilië en Kreta. Verder ook op de Canarische Eilanden, Madeira en de Azoren. De plant staat in schaduwrijke, vochtige loofbossen zoals laurierbossen en deelt zijn habitat met een andere varen, de boomvaren Culcita macrocarpa.
Beide worden beschouwd als relictsoorten van de tropische flora die in het Middellandse Zeegebied overheerste tijdens het Tertiair (65,5 tot 2,5 miljoen jaar geleden).

## Verwante en gelijkende soorten
W. radicans heeft in Europa geen verwanten en kan door zijn grootte en bladvorm nauwelijks met enige andere varen verward worden. Vanwege de geringe winterhardheid van W. radicans is W. unigemmata uit Azië een meer geschikte tuinplant; deze laatste soort is te zien in de Hortus botanicus Leiden.
Blechnum · Brainea · Doodia · Pteridoblechnum · Sadleria · Salpichlaena · Steenisioblechnum · Stenochlaena · Woodwardia